# Australië op het Eurovisiesongfestival 2019

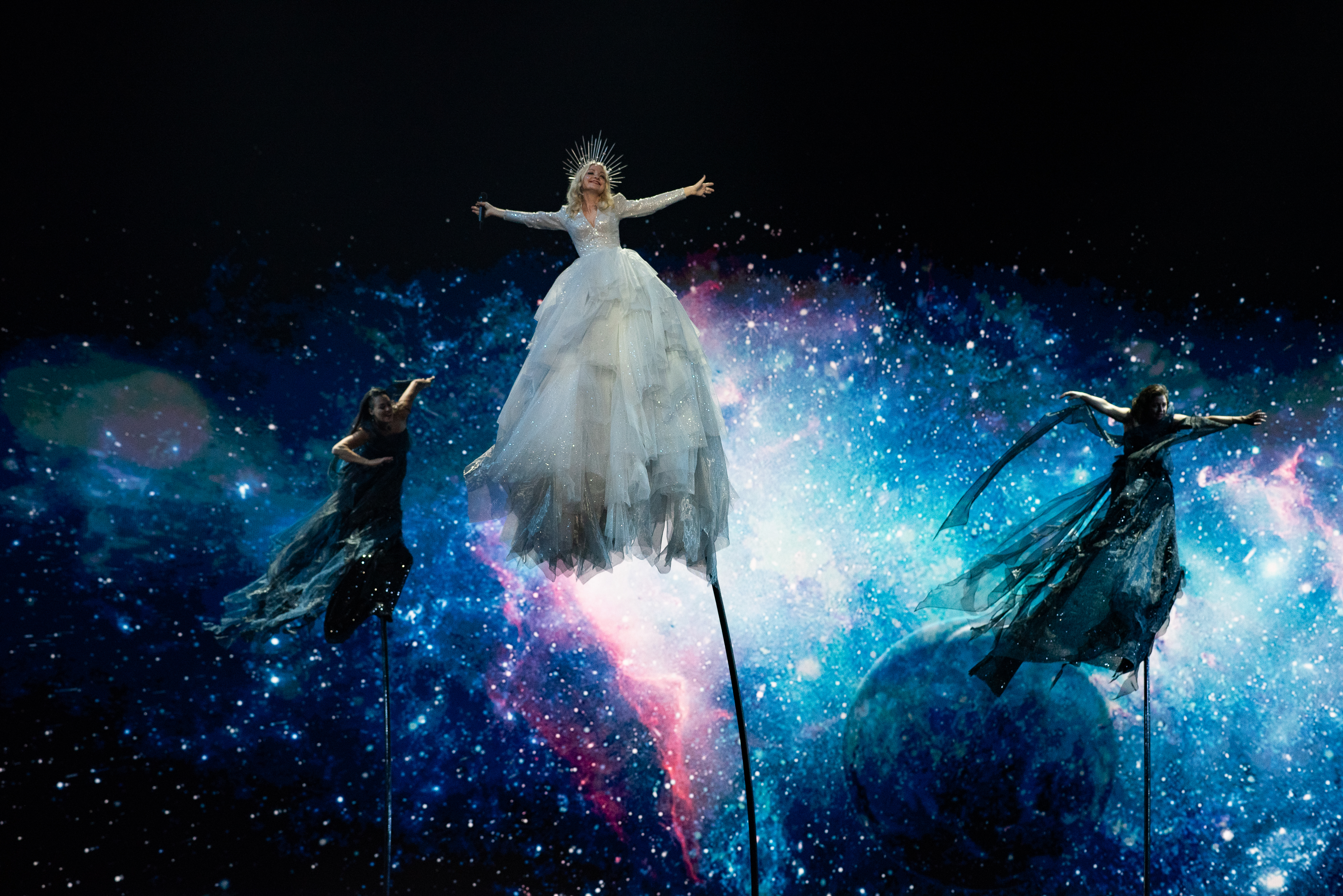
Kate-Miller Heidke tijdens de finale in Tel Aviv.

Australië nam deel aan het Eurovisiesongfestival 2019 in Tel Aviv, Israël. Het was de vijfde deelname van het land aan het Eurovisiesongfestival. SBS was verantwoordelijk voor de Australische bijdrage voor de editie van 2019.

## Selectieprocedure
De Australische inzending werd bepaald door de voorronde Eurovision - Australia Decides 2019. Het was voor het eerst in de geschiedenis dat Australië een nationale finale organiseerde. Tien artiesten mochten deelnemen aan de preselectie. De punten werden voor de helft verdeeld door een vakjury en voor de andere helft door het publiek via televoting. Uiteindelijk ging Kate Miller-Heidke met de zegepalm aan de haal.

## Eurovision - Australia Decides 2019
| Plaats | Artiest            | Lied                | Jury | Publiek | Totaal |
| ------ | ------------------ | ------------------- | ---- | ------- | ------ |
| 1      | Kate Miller-Heidke | Zero gravity        | 48   | 87      | 135    |
| 2      | Electric Fields    | 2000 and whatever   | 44   | 70      | 114    |
| 3      | Sheppard           | On my way           | 41   | 46      | 87     |
| 4      | Courtney Act       | Fight for love      | 26   | 26      | 52     |
| 5      | Alfie Arcuri       | To myself           | 35   | 14      | 49     |
| 6      | Aydan              | Dust                | 38   | 10      | 48     |
| 7      | Mark Vincent       | This is not the end | 19   | 19      | 38     |
| 8      | Tania Doko         | Piece of me         | 17   | 6       | 23     |
| 9      | Leea Nanos         | Set me free         | 10   | 11      | 21     |
| 10     | Ella Hooper        | Data dust           | 12   | 6       | 18     |

## In Tel Aviv
Tijdens de repetities steeg de inzending naar een tweede plaats bij de bookmakers. De zangeres zat bevestigd aan een stok, waardoor het leek alsof ze samen met twee danseressen zweefde. Voor haar moest Oto Nemsadze uit Georgië en na haar was Hatari uit IJsland aan de beurt. Ze trad op als twaalfde in de eerste halve finale en won, waardoor ze naar finale mocht.
In de finale trad ze als 25ste, na Luca Hänni uit Zwitserland en voor de Spanjaard Miki. Ze werd er negende met 284 punten, 131 van de televoters en 153 van de jury's. Ze kreeg twee keer twaalf punten, van de Poolse en Roemeense jury's.
2015 · 2016 · 2017 · 2018 · 2019 · 2020 · 2021 · 2022 · 2023 · 2024 · 2025
Albanië · Armenië · Australië · Azerbeidzjan · België · Cyprus · Denemarken · Duitsland · Estland · Finland · Frankrijk · Georgië · Griekenland · Hongarije · Ierland · IJsland · Israël · Italië · Kroatië · Letland · Litouwen · Malta · Moldavië · Montenegro · Nederland · Noord-Macedonië · Noorwegen · Oostenrijk · Polen · Portugal · Roemenië · Rusland · San Marino · Servië · Slovenië · Spanje · Tsjechië · Verenigd Koninkrijk · Wit-Rusland · Zweden · Zwitserland